# Sergej Milinković-Savić
Pour les articles homonymes, voir Milinković-Savić.
Sergej Milinković-Savić (en serbe en écriture cyrillique : Сергеј Милинковић-Савић) est un footballeur international serbe né le 27 février 1995 à Lérida en Espagne. Il joue au poste de milieu de terrain à Al-Hilal FC. Il a pour surnom le "Sergent". Il est notamment le frère aîné de Vanja Milinković-Savić,.

## Biographie

### Carrière en club

#### FK Vojvodina (2013-2014)
Milinković-Savić passe par l'académie de la jeunesse de Voijvodina. Il est l'un des milieux de terrain issus de l'équipe de jeunes qui remporte deux titres consécutifs de champion national junior, aux côtés de Mijat Gaćinović et de Nebojša Kosović. En conséquence, Milinković-Savić signe son premier contrat professionnel avec le club le 26 décembre 2012, prévoyant un contrat de trois ans.
Milinković-Savić fait ses débuts dans une défaite 3-0 à l'extérieur contre Jagodina le 23 novembre 2013 [6]. Il marque son premier but lors d'un match nul 1-1 contre le Spartak Subotica le 9 mars 2014. Au total, Milinković-Savić dispute 13 matches de championnat et inscrit trois buts lors de la saison 2013-2014. Il aide également la Vojvodine à remporter la Coupe de Serbie 2013-2014 lors de l'année du centenaire du club.

#### RC Genk (2014-2015)
En juin 2014, Milinković-Savić signe un contrat de cinq ans avec le club belge de Genk et se voit remettre le maillot avec le numéro 20. Il fait ses débuts compétitifs pour le club lors d'un match nul 1:1 face au Cercle Bruges le 2 août 2014. Milinković-Savić marque son premier but pour Genk lors d'un match nul 1:1 contre Lokeren le 18 janvier 2015. Il marqué au total cinq buts en 24 matches de championnat au cours de la saison 2014-2015.

#### Lazio Rome (2015-2023)
Le 31 juillet 2015, il s'engage avec à la Lazio Rome. Il fait ses débuts dans l'équipe lors d'une victoire à domicile 1-0 contre Bayer Leverkusen lors du match aller du tour de barrage de la Ligue des champions, le 18 août 2015. Milinković-Savić marque son premier but pour la Lazio lors d'un match nul 1 à 1 en Ligue Europa avec Dnipro Dnipropetrovsk le 17 septembre 2015. Il marque son premier but en Serie A lors d'une victoire 3 à 1 sur la Fiorentina le 9 janvier 2016. Au cours de sa première saison, Milinković-Savić dispute 35 matches et marque trois buts pour Lazio, toutes compétitions confondues. À sa deuxième saison à la Lazio, Milinković-Savić inscrit sept buts en 39 matches (championnat et coupe).
En mai 2019, il est nommé meilleur milieu de terrain en Italie.

### En équipe nationale
Il dispute sa première compétition internationale lors de la Coupe du monde 2018 en Russie.
Le 11 novembre 2022, il est sélectionné par Dragan Stojković pour participer à la Coupe du monde 2022. Il s'illustre dans la compétition en marquant notamment face au Cameroun lors du deuxième match de poules. 
Il est retenu dans la liste des 26 joueurs serbes du sélectionneur Dragan Stojković pour participer à l'Euro 2024.

## Statistiques
| Saison                | Club                  | Championnat           | Championnat | Championnat | Championnat | Coupe(s) nationale(s) | Coupe(s) nationale(s) | Coupe(s) nationale(s) | Supercoupe | Supercoupe | Supercoupe | Compétition(s) continentale(s) | Compétition(s) continentale(s) | Compétition(s) continentale(s) | Compétition(s) continentale(s) | Coupe du monde des clubs | Coupe du monde des clubs | Coupe du monde des clubs | Serbie | Serbie | Serbie | Total | Total | Total |
| Saison                | Club                  | Division              | M.          | B.          | P.d.        | M.                    | B.                    | P.d.                  | M.         | B.         | P.d.       | Comp.                          | M.                             | B.                             | P.d.                           | M.                       | B.                       | P.d.                     | M.     | B.     | P.d.   | M.    | B.    | P.d.  |
| 2013-2014             | Vojvodina Novi Sad    | SuperLiga             | 13          | 3           | 1           | 3                     | 1                     | 0                     | -          | -          | -          | -                              | -                              | -                              | -                              | -                        | -                        | -                        | -      | -      | -      | 16    | 4     | 1     |
| 2014-2015             | KRC Genk              | Jupiler Pro League    | 18+6        | 3+2         | 0+1         | -                     | -                     | -                     | -          | -          | -          | -                              | -                              | -                              | -                              | -                        | -                        | -                        | -      | -      | -      | 24    | 5     | 1     |
| 2015-2016             | Lazio Rome            | Serie A               | 25          | 1           | 1           | 2                     | 0                     | 0                     | -          | -          | -          | C1+C3                          | 1+7                            | 0+2                            | 0+0                            | -                        | -                        | -                        | -      | -      | -      | 35    | 3     | 1     |
| 2016-2017             | Lazio Rome            | Serie A               | 34          | 4           | 6           | 5                     | 3                     | 1                     | -          | -          | -          | -                              | -                              | -                              | -                              | -                        | -                        | -                        | -      | -      | -      | 39    | 7     | 7     |
| 2017-2018             | Lazio Rome            | Serie A               | 35          | 12          | 3           | 4                     | 0                     | 2                     | 1          | 0          | 0          | C3                             | 8                              | 2                              | 3                              | -                        | -                        | -                        | 7      | 0      | 1      | 55    | 14    | 9     |
| 2018-2019             | Lazio Rome            | Serie A               | 31          | 5           | 3           | 5                     | 2                     | 0                     | -          | -          | -          | C3                             | 5                              | 0                              | 0                              | -                        | -                        | -                        | 5      | 0      | 0      | 46    | 7     | 3     |
| 2019-2020             | Lazio Rome            | Serie A               | 37          | 7           | 4           | 1                     | 0                     | 0                     | 1          | 0          | 1          | C3                             | 4                              | 1                              | 1                              | -                        | -                        | -                        | 3      | 0      | 2      | 46    | 8     | 8     |
| 2020-2021             | Lazio Rome            | Serie A               | 32          | 8           | 10          | 2                     | 0                     | 0                     | -          | -          | -          | C1                             | 7                              | 0                              | 0                              | -                        | -                        | -                        | 8      | 3      | 1      | 49    | 11    | 11    |
| 2021-2022             | Lazio Rome            | Serie A               | 36          | 11          | 11          | 2                     | 0                     | 0                     | -          | -          | -          | C3                             | 8                              | 0                              | 0                              | -                        | -                        | -                        | 11     | 2      | 0      | 57    | 13    | 11    |
| 2022-2023             | Lazio Rome            | Serie A               | 36          | 9           | 8           | 2                     | 0                     | 0                     | -          | -          | -          | C3+C4                          | 6+3                            | 2+0                            | 0+0                            | -                        | -                        | -                        | 9      | 1      | 1      | 56    | 12    | 9     |
| Sous-total            | Sous-total            | Sous-total            | 266         | 57          | 46          | 23                    | 5                     | 3                     | 2          | 0          | 1          | -                              | 49                             | 7                              | 4                              | -                        | -                        | -                        | 43     | 7      | 5      | 383   | 76    | 59    |
| 2023-2024             | Al-Hilal FC           | Pro League            | 30          | 11          | 10          | 2                     | 0                     | 0                     | 2          | 0          | 2          | AFC+CAC                        | 6+5                            | 1+2                            | 1+1                            | -                        | -                        | -                        | 11     | 2      | 0      | 56    | 16    | 14    |
| 2024-2025             | Al-Hilal FC           | Pro League            | 31          | 12          | 6           | 3                     | 0                     | 0                     | 2          | 1          | 0          | AFC                            | 11                             | 4                              | 2                              | 5                        | 0                        | 0                        | 0      | 0      | 0      | 52    | 17    | 8     |
| Sous-total            | Sous-total            | Sous-total            | 61          | 23          | 16          | 5                     | 0                     | 0                     | 4          | 1          | 0          | -                              | 22                             | 7                              | 4                              | 5                        | 0                        | 0                        | 11     | 2      | 0      | 108   | 33    | 20    |
| Total sur la carrière | Total sur la carrière | Total sur la carrière | 365         | 88          | 64          | 31                    | 6                     | 3                     | 6          | 1          | 3          | -                              | 71                             | 14                             | 8                              | 5                        | 0                        | 0                        | 54     | 9      | 5      | 532   | 118   | 83    |

## Palmarès

### En club
- Membre de l'Equipe Type de 2017-2018 du Championnat de Série A

- Meilleur joueur du mois de Janvier 2021 en Série A

|  |  | FK Vojvodina - Coupe de Serbie - Vainqueur : 2014                                                                                   |  | Lazio Rome - Coupe d'Italie - Vainqueur : 2019 - Finaliste : 2017 - Supercoupe d'Italie - Vainqueur : 2017 & 2019 - Finaliste : 2016 |
|  |  | Al-Hilal - Saudi Pro League Champion : 2024 - Coupe du Roi Vainqueur : 2024 - Supercoupe d'Arabie saoudite Vainqueur : 2023 et 2024 |  | |

### En sélection de Serbie
- Vainqueur du championnat d'Europe des moins de 19 ans 2013 avec l'équipe de Serbie des moins de 19 ans
- Vainqueur de la Coupe du monde des moins de 20 ans en 2015
- Première sélection en A : le 10 novembre 2017 face à la Chine (victoire 2-0).